# Artur Payr
Artur Payr (20. listopadu 1880 Bregenz – 24. února 1937 Praha, varianty jména: Artur nebo Arthur / Payr nebo Payer) byl rakouský architekt působící především v severních Čechách a profesor Německé vysoké školy technické v Praze. V akademickém roce 1925/1926 byl rovněž jejím rektorem.

## Život
V letech 1898-1903 vystudoval Technickou univerzitu v Mnichově. Jeho učiteli byli Karl Hocheder a Friedrich von Thiersch. Po absolutoriu pracoval ve Výmaru a v Innsbrucku. Od roku 1917 začal působit jako vysokoškolský učitel na Německé vysoké škole technické v Praze. Mezi jeho studenty patřili například Karl Winter, Fritz Lehmann nebo Hermann Wunderlich. Dále byl členem Freie Deutsche Akademie des Städtebaues v Berlíně a Deutsche Gesellschaft der Wissenschaften und Künste für die Tschechoslowakische Republik (Německá akademie věd a umění pro republiku Československou).
Angažoval se rovněž politicky, v roce 1920 kandidoval v parlamentních volbách za Německou demokratickou svobodomyslnou stranu (Deutsch-Demokratische Freiheitspartei).
Podle matriky zemřel 24. února 1937 v Praze-Vinohradech. Některé zdroje uvádějí datum úmrtí 25. února.

## Dílo

### Projekty
- 1914 soutěžní návrh na chlapeckou a dívčí obecnou školu "Südost", dnešní Gymnázium Jateční, Ústí nad Labem
- 1923 soutěžní návrh na novou budovu Národní galerie v Praze - 4. dělená cena

### Realizace

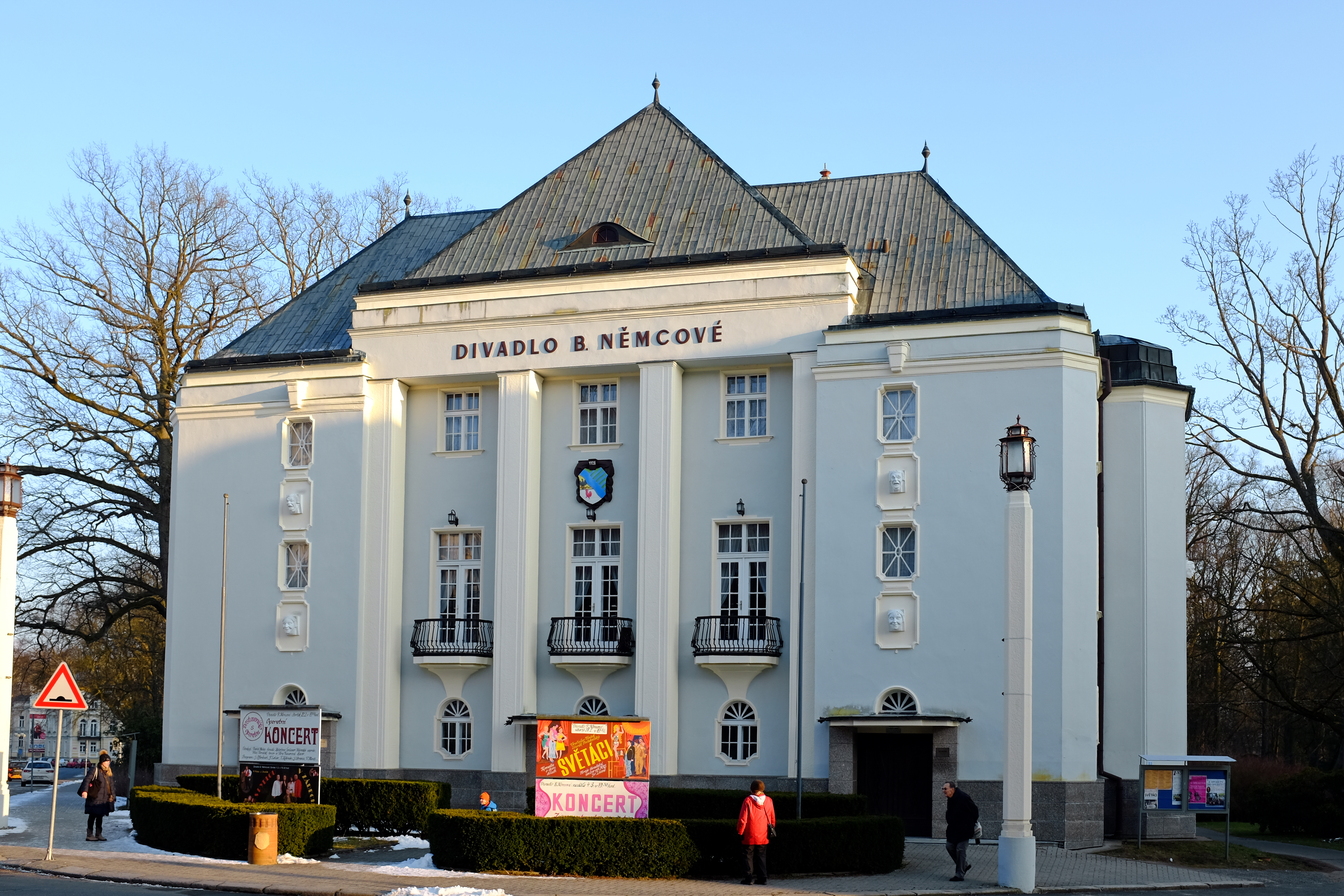
Divadlo Boženy Němcové ve Františkových Lázních

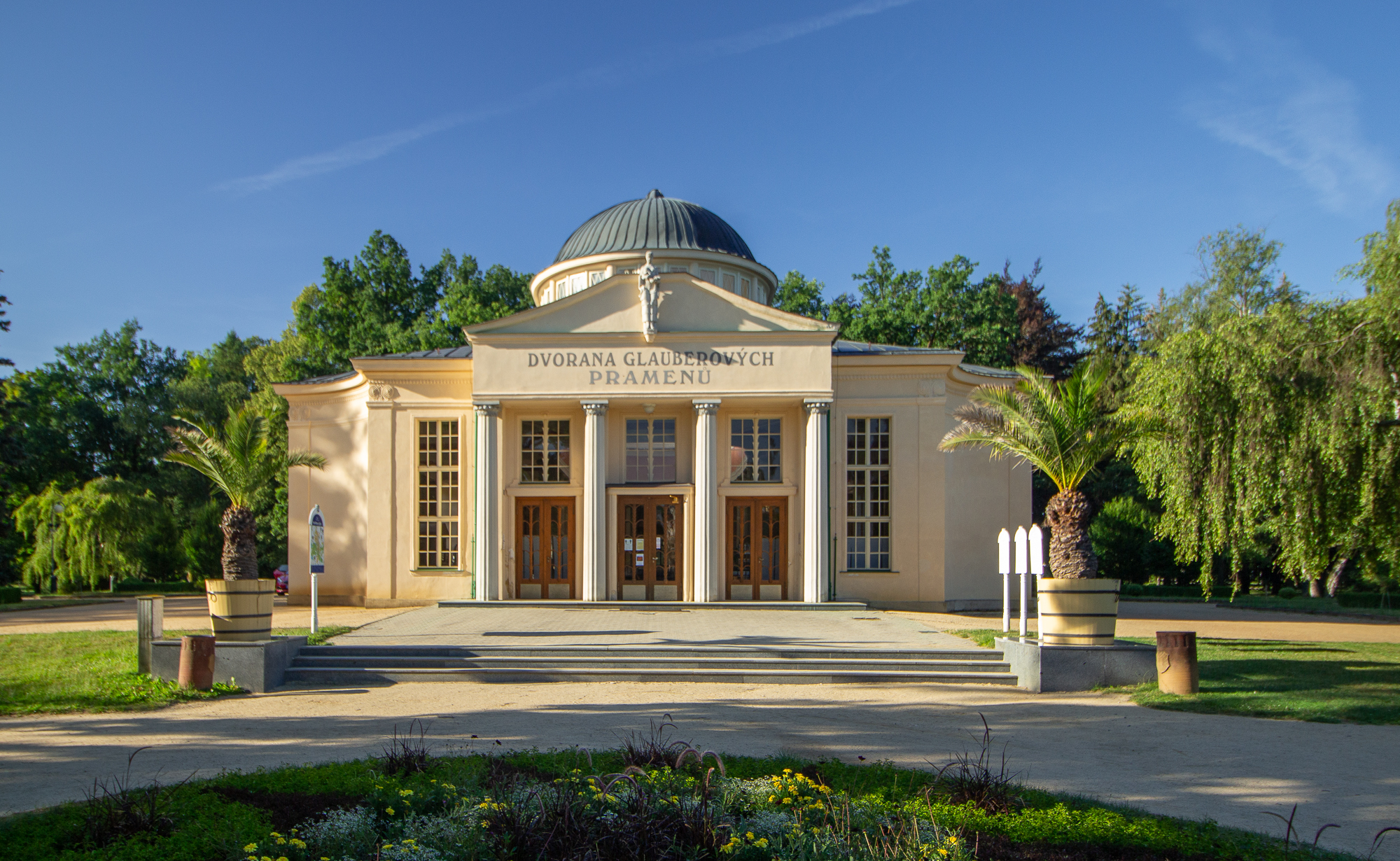
Dvorana Glauberových pramenů ve Františkových Lázních

- 1921 - 1922 Továrna na žinylkové zboží Ernst Jacker (Chenillewarenfabrik Ernst Jacker Oberrosenthal), Ještědská 287, Liberec - Horní Růžodol[5]
- 1923 - 1925 Hornická kolonie, Přestanov 52 - 81
- 1924 Preibischova vila (Dům s Krakonošem), Horova 953, Liberec - Staré Město[6]
- 1925 Přestavba Tereziných lázní, Dubí
- 1925 - 1928 Špičková vodní elektrárna Přespolní elektrárny Liberec, Rudolfovská 63, Liberec - Rudolfov[7][8] Elektrárna je nemovitou památkou ČR[9]
- 1926 - 1932 budova gymnázia, Chomutov
- 1927 Grandhotel Johannishof, Janské Lázně
- 1929 - 1931 Obchodní, kancelářský a činžovní dům čp. 1022 (Bývalý palác pojišťovny Elbe), Národní třída 27, Praha 1 - Staré Město
- 1929 Divadlo Boženy Němcové, Františkovy Lázně
- 1929 budova městské spořitelny, Karlovy Vary - Rybáře
- 1930 dvorana Glauberových pramenů, Františkovy Lázně
- 1931 dům čp. 3100, Chomutov
- 1931 budova okresního úřadu, Chomutov
- 1932 Jahnova tělocvična (Jahn-Turnhalle), Chomutov